# Most Biskupa Jordana w Poznaniu

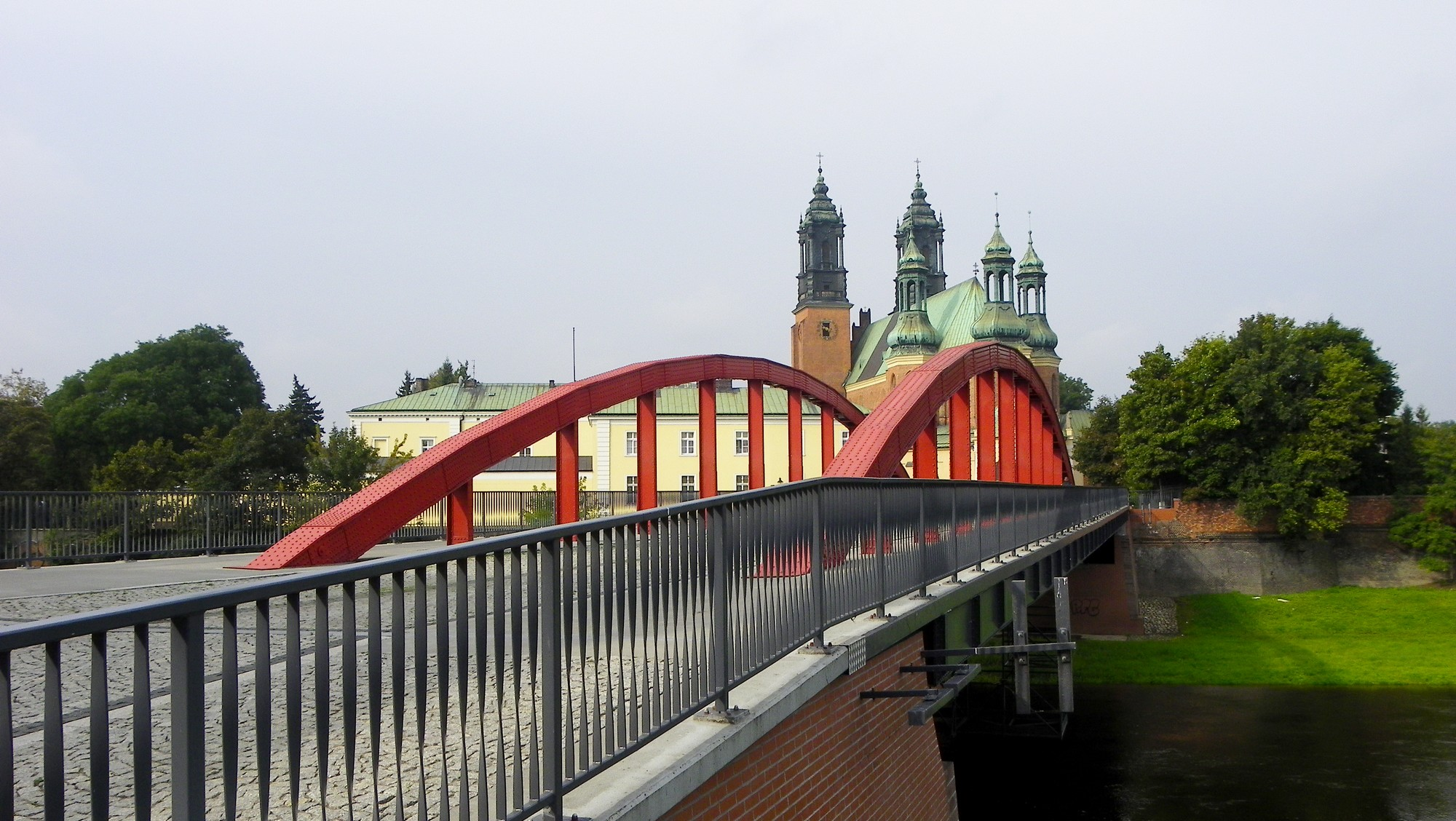
Widok mostu w kierunku Ostrowa Tumskiego

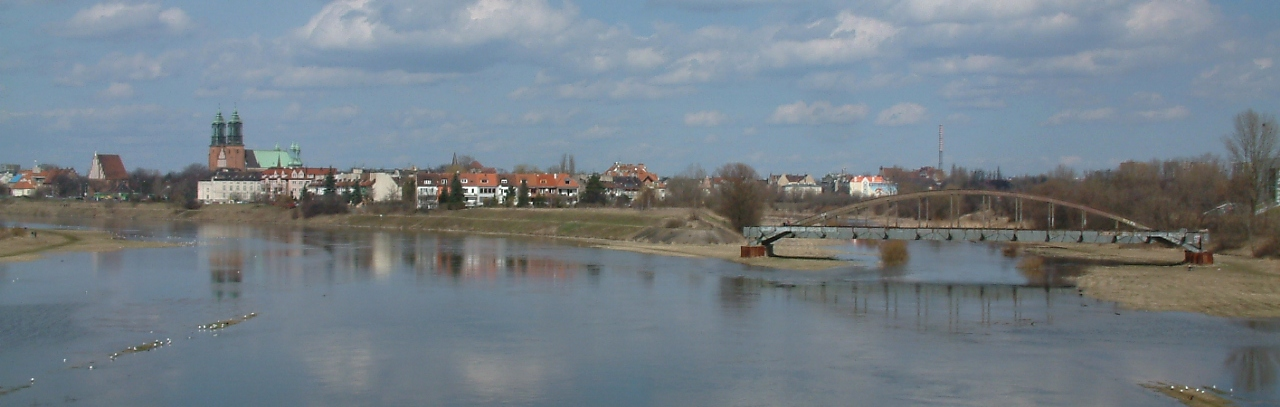
Przęsło starego mostu św. Rocha, które stało się podstawą mostu Jordana (Cybińskiego)

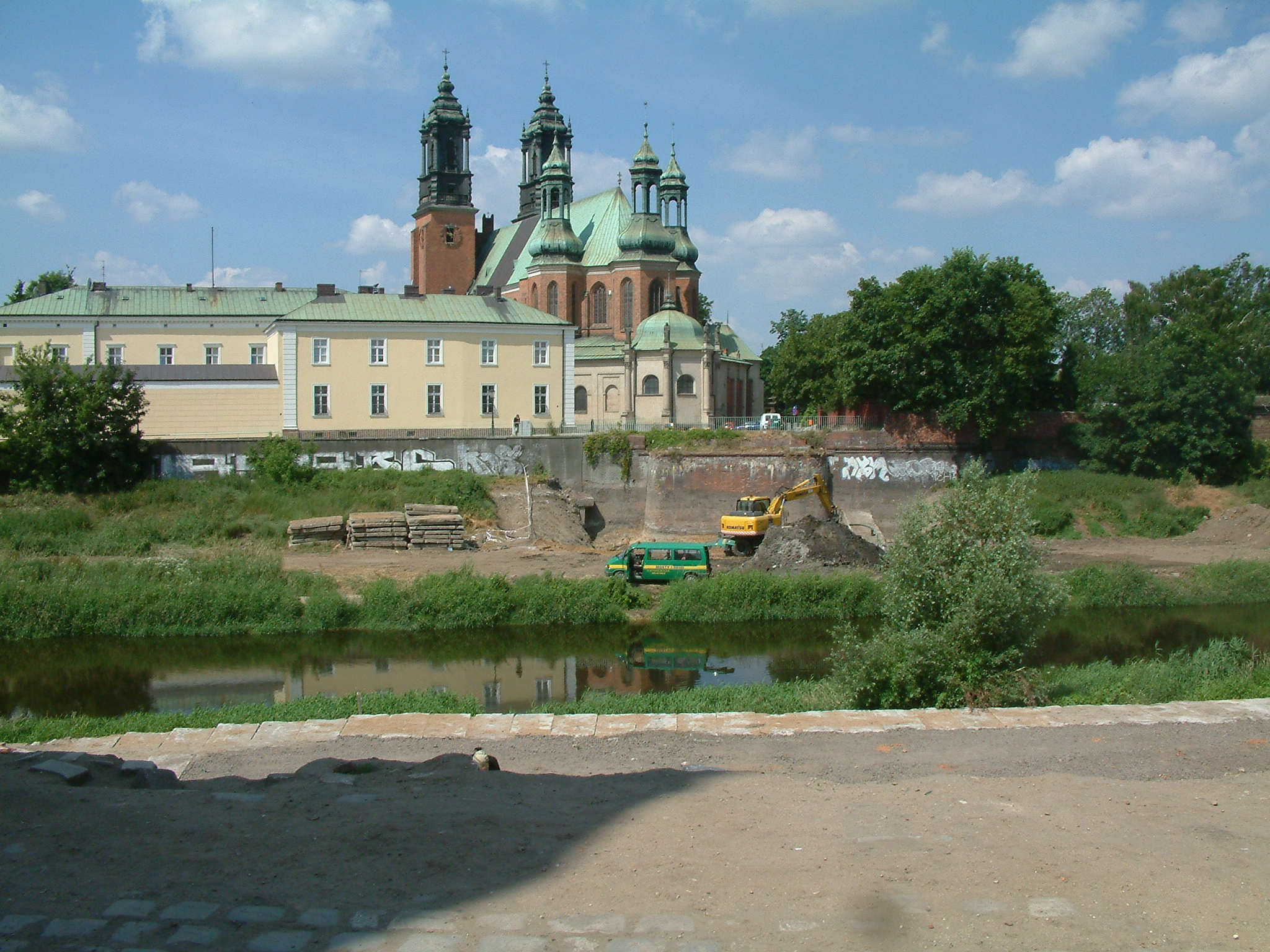
Miejsce budowy mostu Cybińskiego

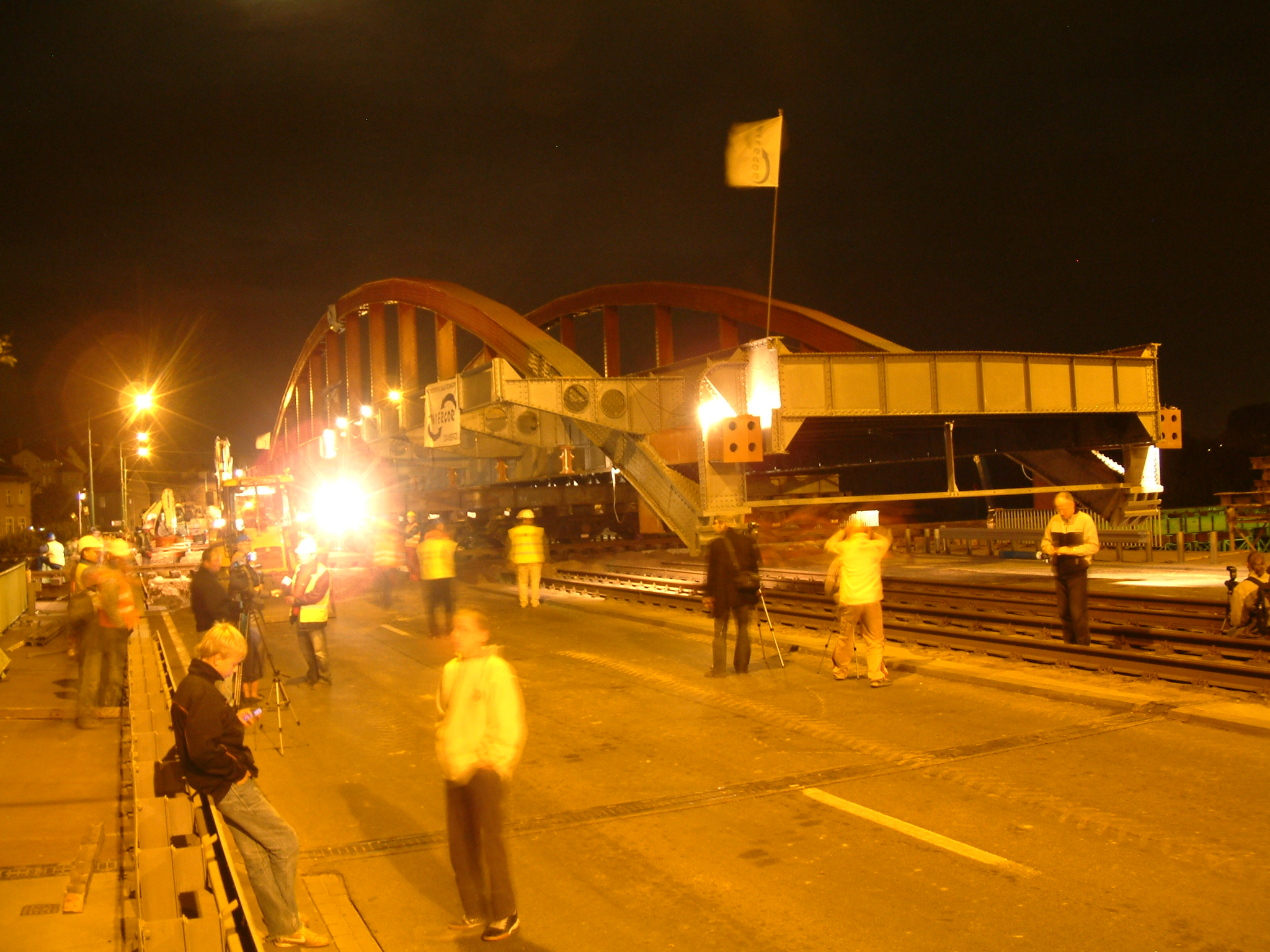
Stare przęsło mostu św. Rocha na moście Mieszka I, wieczór 29 września 2007

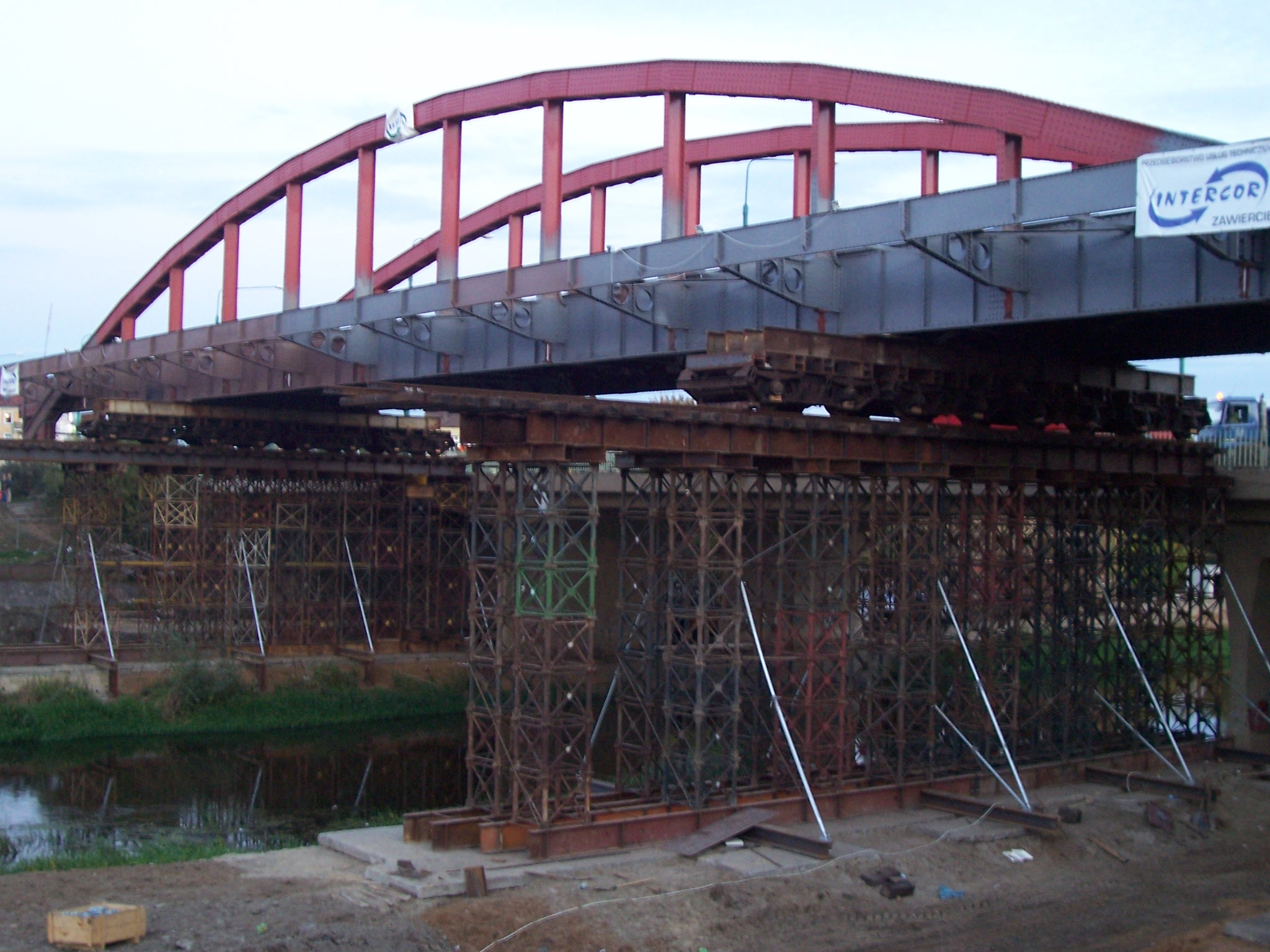
Stare przęsło mostu św. Rocha po pokonaniu mostu Mieszka I, wieczór 30 września 2007

Most Biskupa Jordana w Poznaniu, określany też jako Most Cybiński lub Śródecki (proponowano również nazwę Most Dobrawy) – kładka pieszo-rowerowa na rzece Cybinie, w granicach administracyjnych miasta Poznania, na miejscu dawnej przeprawy.

## Położenie
Most jest położony pomiędzy mostem Mieszka I a mostem kolejowym na linii Poznań-Warszawa. W ramach osiedla samorządowego Ostrów Tumski-Śródka-Zawady-Komandoria łączy prawobrzeżną Śródkę (ul. Ostrówek) z Ostrowem Tumskim.

## Nazwa
Most istniejący w przeszłości zwyczajowo nazywano Cybińskim lub Śródeckim. Nowy most otrzymał imię biskupa Jordana – pierwszego biskupa diecezji poznańskiej i Polski.

## Historia
Przeprawa w tym miejscu istniała od wczesnego średniowiecza. W 2007 odkryto relikty mostu z X wieku (wydobyto wówczas 37 elementów dębowych), a najstarsza wzmianka z 1146 roku, przy czym mowa jest o mostach, a nie moście łączących Śródkę z Ostrowem Tumskim. Znany jest opis drewnianego mostu z połowy XIX wieku: była to wsparta na pięciu filarach konstrukcja o długości 46 metrów. W momencie ustanowienia Twierdzy Poznań stał się on wąskim gardłem w systemie komunikacji. Był to jedyny cywilny wjazd do miasta od wschodu, w którym łączyły się szlaki komunikacyjne wiodące do bram Warszawskiej i Bydgoskiej. Jedynie podczas wysokich stanów wody, gdy most groził zawaleniem, oraz w następujących po nich remontach, władze wojskowe niechętnie udostępniały przejazd po Śluzie Katedralnej. Była to jednak przeprawa płatna, na którą wpuszczano jedynie wozy o masie do 4 ton.
W końcu lat 80. XIX wieku władze miasta rozpisały konkurs, w wyniku którego powstał projekt żelaznego, dwuprzęsłowego mostu o długości 70 metrów, pełniącego jednocześnie rolę jazu, który mógł być podnoszony i opuszczany za pomocą hydraulicznych siłowników. Ze względu na brak odpowiednich środków finansowych projektu nigdy nie zrealizowano.
W 1905 roku oddany został do użytku nowy, stalowy most o konstrukcji kratownicowej zaprojektowany w gdańskiej pracowni Alexa Feya. Przez most poprowadzono tory tramwajowe, dzięki czemu przedłużono trasę tramwajowi numer 6 do Rynku Śródeckiego. Most miał jednak wady konstrukcyjne – przy zbyt dużym obciążeniu, część elementów traciła nośność, dlatego wprowadzono na nim ograniczenia w ruchu. W 1912 roku rządowy budowniczy Schlüssberg zaprojektował nowy 65-metrowym most, który został wzniesionym pod kierownictwem H. Schultza i otwarty 13 listopada 1913 roku. Konstrukcja ta dotrwała do 5 września 1939, gdy wysadziły ją wycofujące się oddziały Wojska Polskiego. Wcześniej, w latach 1919–1921, rozebrano Jaz Katedralny.
Prowizoryczna, drewniana przeprawa, wzniesiona po II wojnie światowej, istniała do 1945 roku. Zaraz po wojnie miasto szybko podjęło decyzję o odbudowie mostu, jednak nie z żelaza, ale drewna. Kursowały po nim trolejbusy z os. Warszawskiego i ul. Głównej. Drewniane przęsła przez lata zaczęły gnić, dlatego w 1960 roku trzeba było je wymienić. By wzmocnić konstrukcję, użyto stalowych elementów składanego, amerykańskiego mostu wojskowego, zaprojektowanego przez inż. Donalda Baileya. W 1970 roku most na Cybinie rozebrano, ponieważ w ramach budowy Trasy Chwaliszewskiej wybudowano most Mieszka I. Przejął on funkcję komunikacyjną starej przeprawy łącząc wschodnią i zachodnią część miasta szybką trasą samochodową. Mimo iż podczas planowania i budowy Trasy Chwaliszewskiej zakładano budowę nowej przeprawy w formie kładki pieszej, nowego mostu nie zrealizowano przez prawie 40 lat. Po rozebraniu starej przeprawy zerwany został istniejący od prawie 1000 lat trakt komunikacyjny. Doprowadziło to do marginalizacji historycznej Śródki.
W związku z postępującą degradacją dzielnicy w połowie pierwszej dekady XXI w. podjęto decyzję o odbudowie historycznej przeprawy. Rozważano dwa warianty nowego mostu. Pierwszy zakładał budowę nowej lekkiej kładki pieszej, a według drugiego wariantu do budowy nowej przeprawy miano wykorzystać istniejące przęsło nurtowe rozebranego mostu Rocha. Ostatecznie władze miasta zdecydowały się na drugi wariant. Na projekt odbudowy mostu Cybińskiego Miasto Poznań pozyskało 8 mln zł z funduszy strukturalnych UE oraz prawie 1 mln zł z budżetu państwa przeznaczonych na rewitalizację obszarów zdegradowanych w ramach ZPORR. Wykonawcą nowego mostu była firma INTERCOR z Zawiercia, a cały projekt kosztował prawie 10 mln zł.
Proces budowy nowego mostu Cybińskiego należał do bardziej spektakularnych przedsięwzięć inwestycyjnych ostatnich lat. Spoczywające nad kanałem ulgi przęsło starego mostu Rocha trzeba było przetransportować kilometr na północ oraz przemieścić nad mostem Mieszka I. Ważące 450 ton przęsło należało podnieść na wysokość 9 m, przetoczyć po moście Mieszka I oraz znowu opuścić na poziom gruntu. Kulminacyjny moment przetaczania stalowego przęsła po moście 29 września 2007 oglądały setki poznaniaków.
Przeprawa została oficjalnie otwarta 7 grudnia 2007 o godzinie 18:00. Od stycznia 2008 oprócz drogi dla pieszych przez most przebiega również droga rowerowa, oznakowana dzięki interwencji m.in. Sekcji Rowerzystów Miejskich.

## Konstrukcja
Stalowe przęsło nurtowe ma rozpiętość 70 m. Przyczółki są żelbetowe, posadowione na palach, obłożono je płytkami klinkierowymi i czerwonym granitem. Betonowy pomost posiada nawierzchnię brukowaną w środkowej części, a w miejscu chodników antypoślizgową powłokę z żywic. Inaczej niż w starym moście Rocha przęsło nurtowe ma układ statyczny belki wolnopodpartej, a nie łuku rozporowego. Nowy most Jordana oficjalnie został zbudowany jako kładka, dlatego jego pomost wyniesiony jest ponad poziom otaczających go wałów. Do spodu stalowego przęsła przymocowany jest ruchomy wózek rewizyjny.
Projektantem oryginalnej konstrukcji stalowego przęsła z rozebranego Mostu Rocha był Lucjan Ballenstaedt. Kompleksowy projekt wykonawczy adaptacji przęsła do nowej funkcji opracowało poznańskie Biuro Inżynieryjno-Techniczne KARO.

## Miejskie zwyczaje

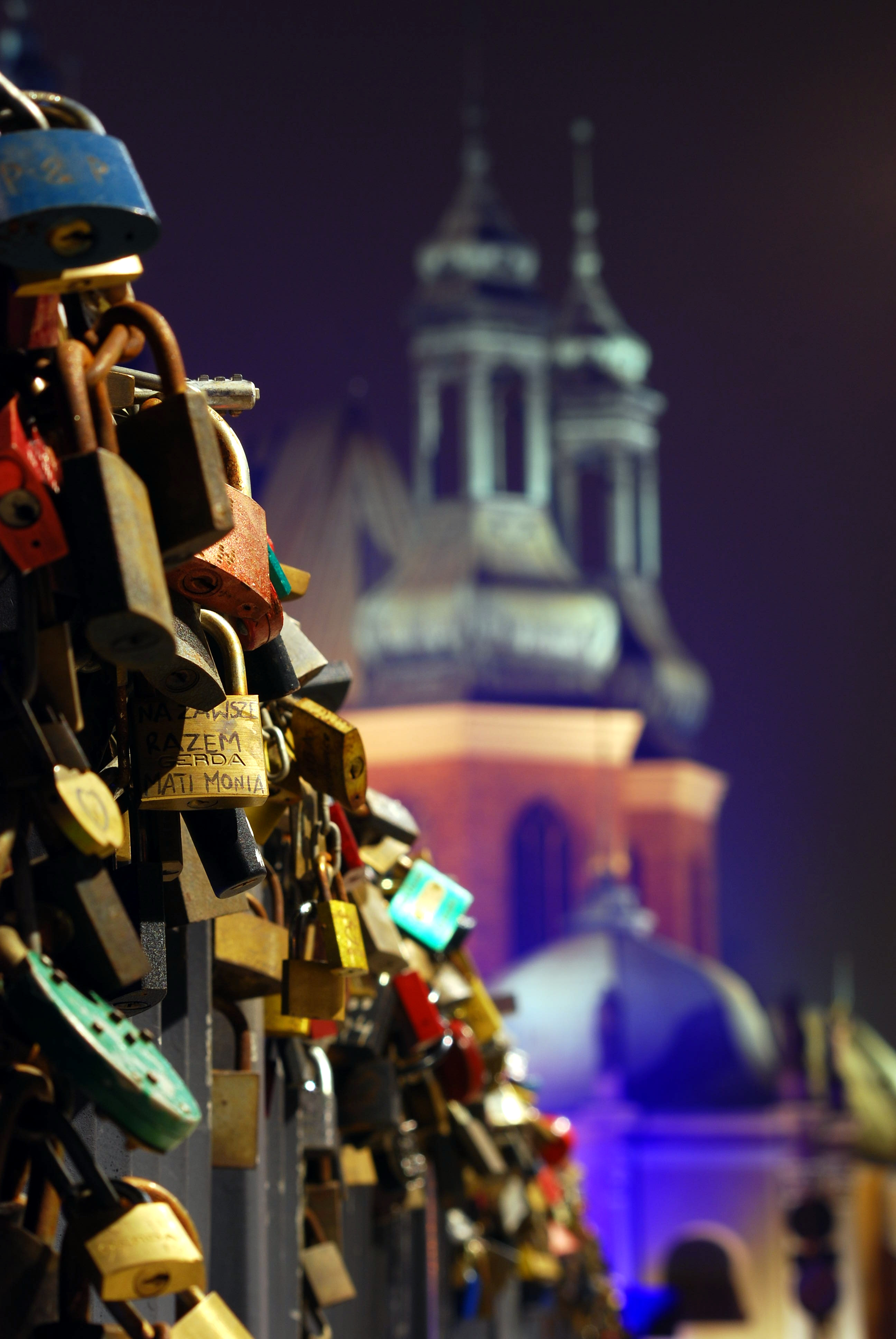
Kłódki miłości na Moście Biskupa Jordana przy Ostrowie Tumskim w Poznaniu

Na poręczach mostu można zaobserwować formę wyrażania miłości w postaci kłódek miłości. Jest ich około kilkuset. Most jest popularnym miejscem sesji zdjęciowych nowożeńców.
Obiekt, wzorem Mostu św. Rocha, jest miejscem niebezpiecznych zabaw młodzieży: spacerów po przęśle górą, a nawet przejazdów rowerowych po tym elemencie konstrukcji.

## Odniesienia literackie
Na moście rozgrywa się finał akcji powieści Pierścień Bolesława Zbigniewa Wojtysia, w którym inspirowana przez neonazistę sekta dokonuje pogańskich obrzędów oraz tańców rytualnych.